# Porsche 911 GT3 RSR (996)
Chronologie des modèles (2004 - 2005)
Porsche 911 GT3 RS (996) Porsche 911 GT3 RSR (997)
La Porsche 911 GT3 RSR (996), souvent abrégée Porsche 996 GT3 RSR, est une automobile de compétition développée par le constructeur allemand Porsche pour courir dans la catégorie GT2, de l'Automobile Club de l'Ouest et de la fédération Internationale de l'Automobile. Elle est dérivée de la Porsche 911 GT3 (996), d'où elle tire son nom.

## Aspects techniques
La Porsche 911 GT3 RSR (996) est dotée du même moteur 6 cylindres à plat type M96/70 B6 que sa prédécesseur, d'une cylindrée de 3 598 cm3, sa puissance est portée à environ 445 ch à 8 250 tr/min et le couple maximum atteint désormais la valeur de 405 N m à 7 200 tr/min,,,.

## Histoire en compétition
En mars 2004, elle entre pour la première fois en compétition, à l'occasion des 12 Heures de Sebring. La meilleure d'entre elles, engagée par Alex Job Racing, remporte la catégorie GT, et se classe huitième du classement général.

## Épilogue
En 2005, Porsche arrête la production de la GT3 RSR (996).